# Mainzer Kammerorchester
Das Mainzer Kammerorchester wurde 1955 von dem Musikwissenschaftler, Geiger, Dirigenten und Hochschulprofessor Günter Kehr gegründet. Es setzt sich in wechselnder Besetzung aus professionellen Orchestermitgliedern verschiedener Klangkörper aus dem gesamten Bundesgebiet zusammen und kann aus einem Pool von zirka 40 Solisten zurückgreifen. Aber auch Nachwuchskünstler werden gefördert und bekommen ihre Chance ihr Können bei dem Kammerorchester zu beweisen. Die Größe der Zahl der Musiker variiert, abhängig von den zur Darbietung kommenden Stücken, zwischen acht und fünfundzwanzig Mitgliedern.
Das Orchester bereiste, insbesondere in den ersten 30 Jahren seines Bestehens, die ganze Welt, produzierte rund 150 LPs und CDs und machte hunderte Rundfunkaufnahmen für deutsche Rundfunkanstalten. Unter der Leitung Günter Kehrs setzte es Maßstäbe, die ein ganzes Zeitalter des Genres geprägt haben. Nach dem Tod Günter Kehrs 1989 übernahm der Stellvertretende Direktor des Peter-Cornelius-Konservatoriums und Musikreferent der Stadt Mainz, Volker Müller, ehrenamtlich die Führung des Kammerorchesters. Wenn unter der Ägide Kehrs ausschließlich er als Dirigent das Ensemble leitete, verzichtete Müller auf dieses Konzept und ließ in der Regel die Interpretationen unter der Leitung der Konzertmeister erarbeiten. Gastdirigenten sind die seltene Ausnahmen. Während in den ersten Jahrzehnten des Bestehens des Orchesters noch große Tourneen gemacht wurden, musste es in den letzten Jahren wegen immer spärlich fließender finanzieller Mittel ihre Auftritte innerhalb der Grenzen Deutschlands beschränken. Trotzdem erweist sich die Mischung aus selbst geförderten jugendlichen Talenten und erfahrenen Profis in einer vertrauensvollen Zusammenarbeit als ein so erfolgreiches Konzept, dass in den letzten Jahren noch bis zu 40 Konzerte jährlich gab und 30 CDs eingespielt wurden, die die herausragenden Qualitäten des Orchesters widerspiegeln.
Mit der Ankündigung Volker Müllers, seine Funktion aus Altersgründen zurückzulegen, drohte 2015/16 das Ende des Orchesters.
Nach der 34-jährigen Ära Günter Kehr und der 28-jährigen Ära Volker Müller (bis 2017) wird aktuell (Stand 2023) das Mainzer Kammerorchester von Renate Kehr, Flötistin und Witwe Günter Kehrs geleitet.